# Klippkaja
Klippkaja (Coleus dauuricus) är en asiatisk fågel i familjen kråkfåglar, nära släkt med den västligare kajan.

## Utseende och läte

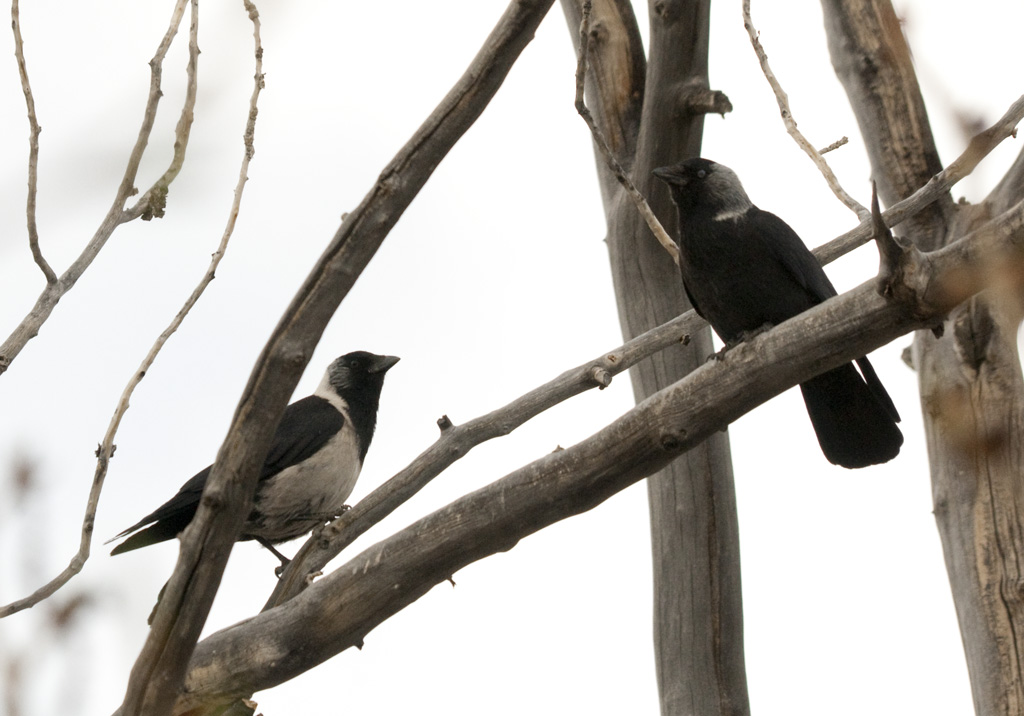
Klippkaja till vänster, kaja till höger.

Till formen liknar klippkajan den närbesläktade västliga kajan (C. monedula) men den ter sig lite långsmalare med längre stjärt. Den mäter 33–34 cm och har ett vingspann på 67–74 cm. Klippkaja förekommer i två morfer; en mörk och en ljus, där den ljusa är den vanligaste. Den mörka morfen är helsvart med en blåaktig glans i fjäderdräkten. Den ljusa morfen har samma svartblåa fjäderdräkt men dess nacke, halssida, kroppssida och undersida är vit. Juvenilen är mycket lik kajan men har ljusgråa till silverfärgade streck på örontäckarna och bakre delen av hjässan. Den är mycket ljudlig och dess läte är förmodligen omöjligt att särskilja från kajans.

## Utbredning och systematik
Klippkajan häckar i sydligaste centrala Sibirien, Mongoliet, Tibet och i norra och centrala Kina. I dess nordligaste utbredningsområde är den en flyttfågel och på vintern återfinner man den i Kina, Tibet, Nordkorea, Sydkorea och Japan. Den behandlas som monotypisk, det vill säga att den inte delas in i några underarter.

### Förekomst utanför sitt utbredningsområde
Klippkaja har vid några tillfällen observerats i Europa. Första fyndet i Europa skedde i Finland i början av maj 1883. Därefter uppträdde en individ i Sverige mellan den 26 och 28 april 1985 i Rörbäckslätten i Umeå i Västerbotten. Efter det har man observerat klippkaja vid två tillfällen i Nederländerna 1995 och 1997 och en gång vardera i Danmark 1997 (möjligen samma som det ena nederländska fyndet) och Frankrike 1997 (möjligen samma som den andra nederländska fågeln). Den har även rapporterats ifrån Kazakstan, Uzbekistan och Taiwan.

### Systematik
Klippkajan beskrevs första gången 1776 av Peter Simon Pallas i hans verk Reise durch verschiedene Provinzen des Russischen Reichs. Pallas gav den det vetenskapliga artepitet dauuricus efter Dauriaregionen i östra Ryssland där han gjorde sina observationer av arten. Tillsammans med den närbesläktade kajan (Coloeus monedula) bildar den släktet Coloeus. Länge placerades den i Corvus, men DNA-analys har senare visat att den tillsammans med kajan utgör en tidig förgrening i släktet Corvus och tillräckligt olika de andra för att motivera att de klassificeras som ett eget släkte.

## Ekologi

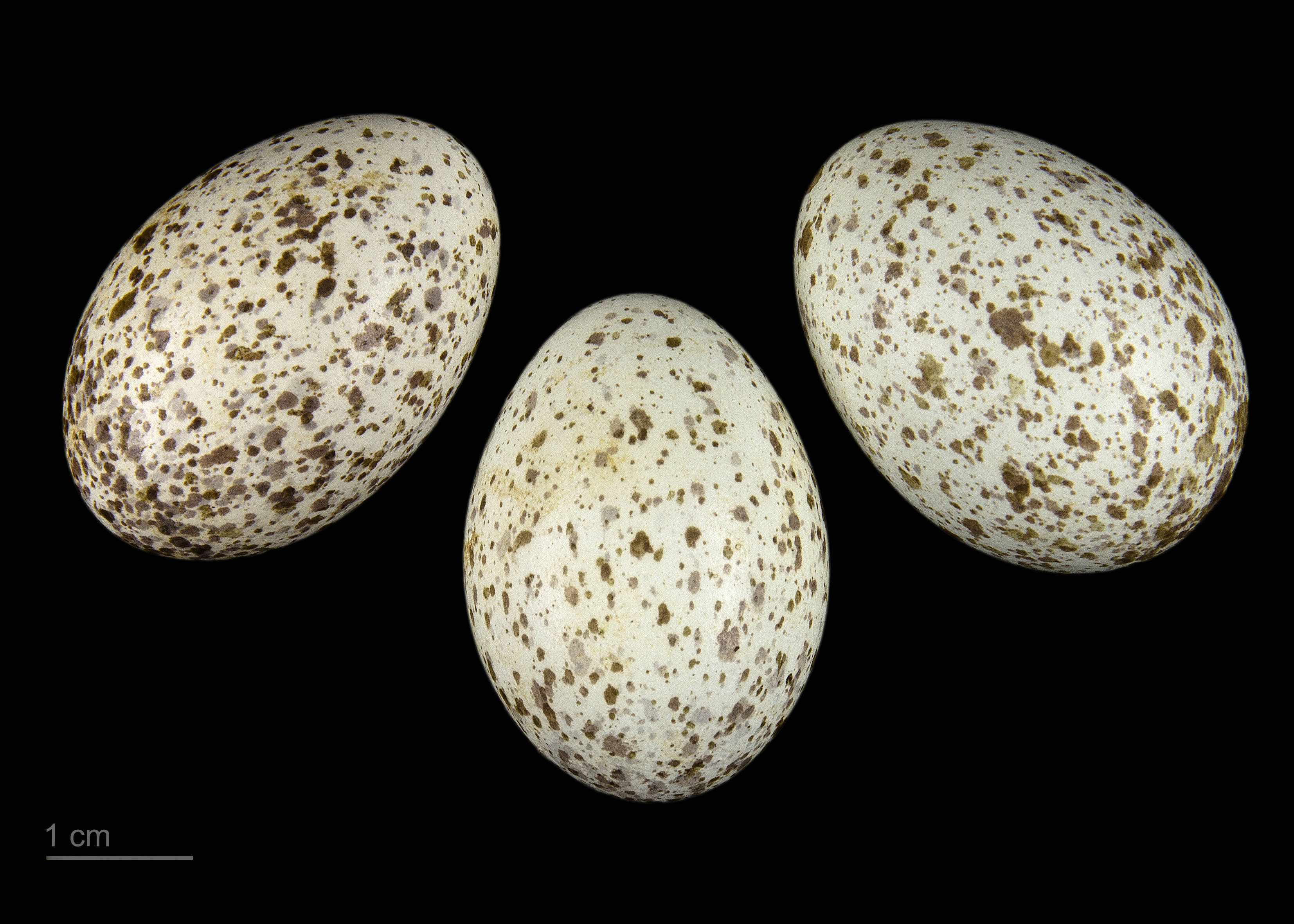
Coloeus dauuricus

Den lever i öppna skogsbiotoper, floddalar och bergsområden på en höjd av upp till 2000 meter. Vintertid återfinns den i jordbruksbyggd, speciellt vid risfält med närliggande skogsområden. Utanför häckningstid är den mycket social och återfinns vintertid ofta i flockar med råkor. Precis som kajan föredrar den att utnyttja existerande hålor i träd men kan även bygga ett skålformat bo i ett träd eller lägga sitt rede i en bergsskreva eller ihåligheter i en ruin. Dess ägg liknar kajans och är blekt blågröna, med glest placerade svartbruna och askgråa fläckar. Den är en allätare precis som kajan och dess föda består av frön, insekter, men även ägg, as, avfall, med mera.

## Status och hot
Arten har ett stort utbredningsområde och en stor population med stabil utveckling och tros inte vara utsatt för något substantiellt hot. Utifrån dessa kriterier kategoriserar internationella naturvårdsunionen IUCN arten som livskraftig (LC). Världspopulationen har inte uppskattats men den beskrivs som lokalt ganska vanlig.